# Unidade Especial de Polícia

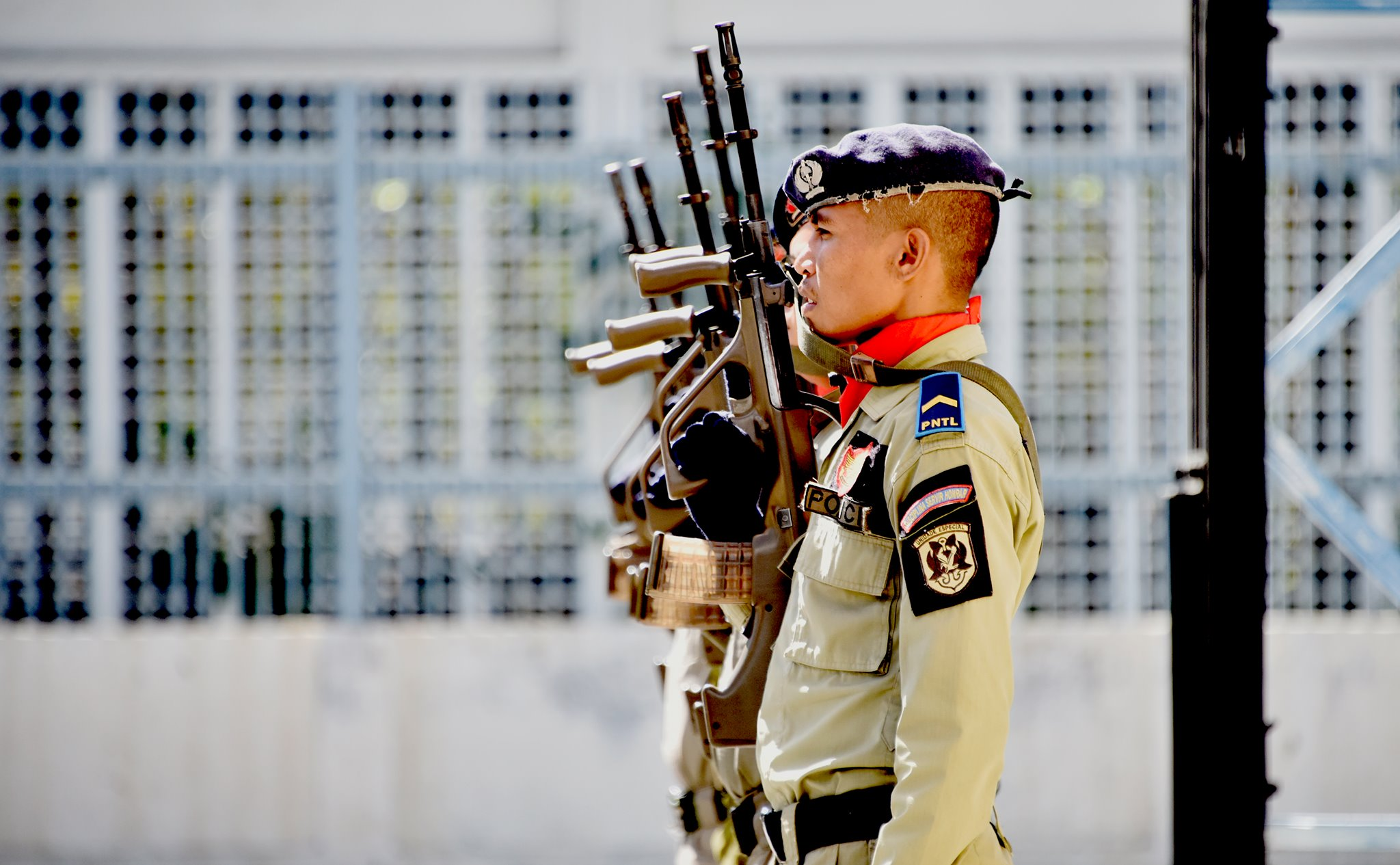
Polizisten der UEP

Die Unidade Especial de Polícia UEP (tetum Unidade Espesial Polísia, deutsch Polizei Spezialeinheit) ist die Spezialeinheit der Polizei Osttimors. Sie ist Teil der Nationalpolizei Osttimors (PNTL) und verfügte 2019 über 712 Beamte. Damit ist die UEP die größte Untereinheit der Polizei. Sie hat ihren Sitz in der Landeshauptstadt Dili.

## Übersicht

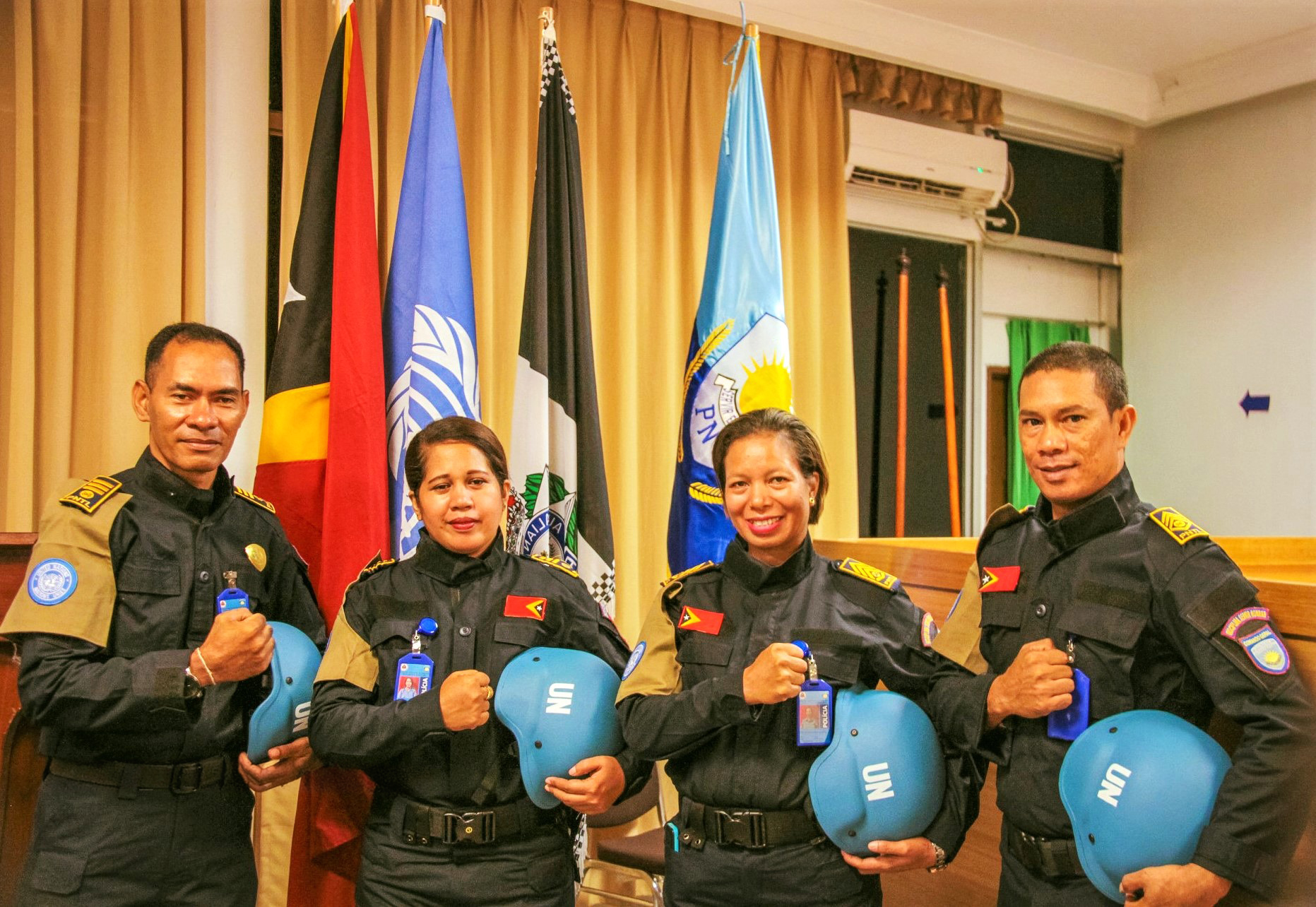
Osttimoresische Polizeibeamte, die zur UNMISS abgestellt wurden

Die UEP wurde am 14. August 2009 gegründet, auf Grundlage des Gesetzes 9/2009. Sie ist eine Reserveeinheit, die dem Generalkommando unterstellt ist. Die UEP ist für den Einsatz bei besonders gefährlichen Situationen, wie Unruhen, Terroranschläge und Geiselnahmen zuständig. Sie leistet Personenschutz und entschärft Sprengsätze. Außerdem stellt die UEP Beamte für internationale Missionen.
Im Bedarfsfall unterstützt die UEP die Distriktskommandos der Polizei und die Verteidigungskräfte Osttimors (F-FDTL) bei der Kontrolle der Landesgrenzen sowie bei Natur- und anderen Katastrophen.
Der Kommandeur der UEP hat mindestens den Rang eines Superintendente. Er muss eine Spezialausbildung absolvieren. 2023 wurde Superintendente Xefi Orlando Gomes von Superintendente Xefi Afonso dos Santos abgelöst.

## Untergliederungen

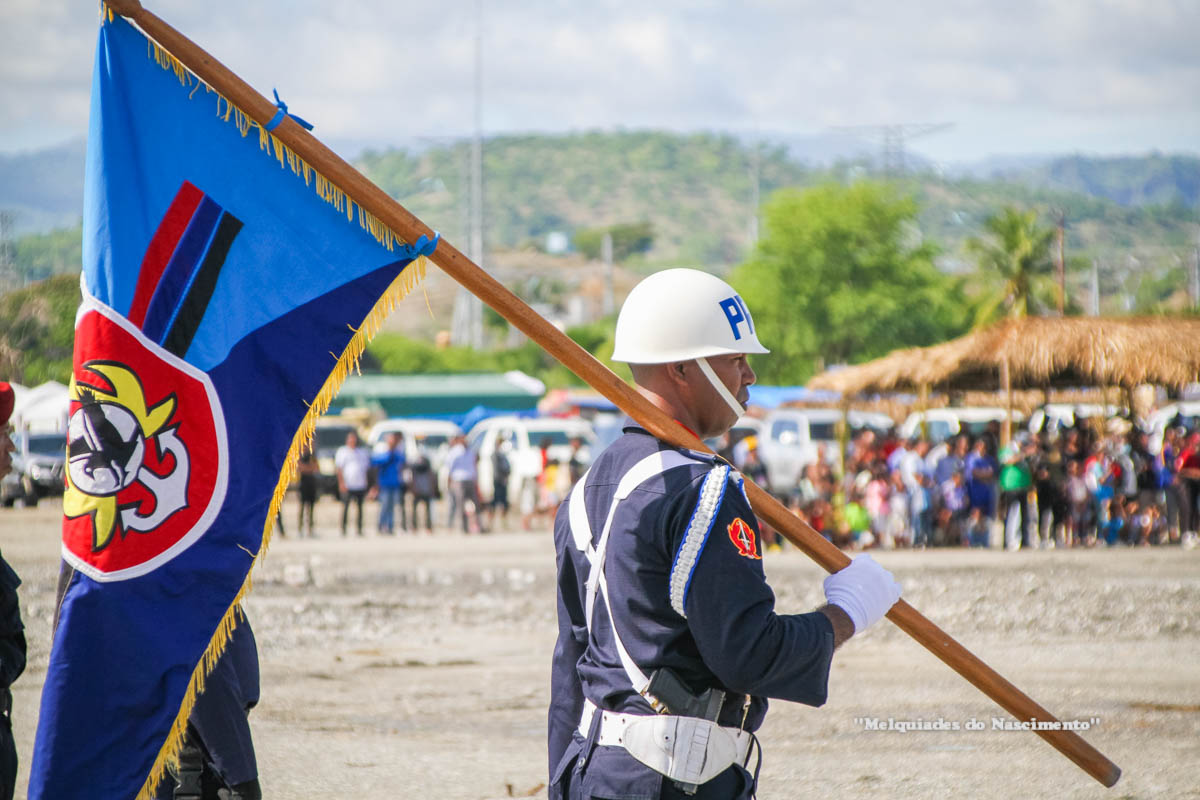
Flagge der UEP

Das Gesetz 9/2009 nennt die Untergliederungen der UEP.
Batalhão de Ordem Pública
Das Batalhão de Ordem Pública BOP (tetum Batelaun Ordem Publika, deutsch Bataillon für öffentliche Ordnung) besteht aus zwei Kompanien. Die Hauptaufgabe des BOP ist die Aufrechterhaltung und Wiederherstellung der öffentlichen Ordnung. Sie reagiert auf schwerwiegende Störungen der öffentlichen Ordnung und Gefährdung der Sicherheit sensibler Punkte.
Companhia de Segurança Pessoal
Die Companhia de Segurança Pessoal (deutsch Kompanie für Personensicherheit) ist für den Personenschutz hochrangiger nationaler und ausländischer Stellen, die Osttimor besuchen, zuständig.
Companhia de Operações Especiais
Die Companhia de Operações Especiais COE ist für den Umgang mit Situationen extremer Gewalt zuständig Sie reagiert auf terroristische Handlungen oder bewaffnete Aktionen und Geiselnahmen und evakuiert und sichert Gebäude, die von gefährlichen Gruppen besetzt wurden. Auch für die Entschärfung von Sprengsätzen ist sie zuständig. Eine Untergliederung der COE ist die Seksaun Anti Terrorista SAT.
Pelotão de Apoio e Serviços
Die Pelotão de Apoio e Serviços (deutsch Zug für Unterstützung und Dienste) führt alle Arten von Verwaltungsdiensten aus und unterstützt den Betrieb der COE.

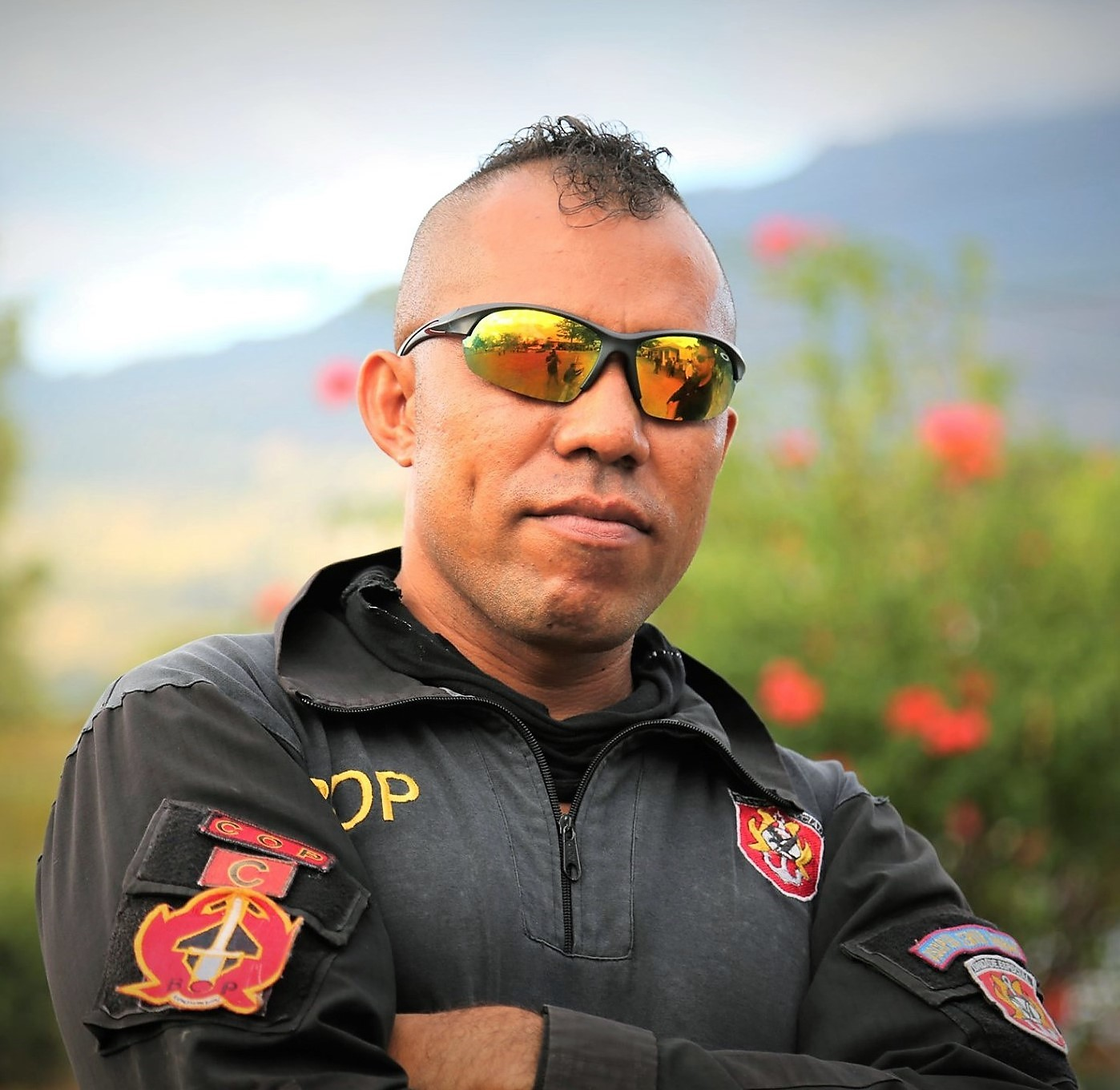
Beamter des BOP
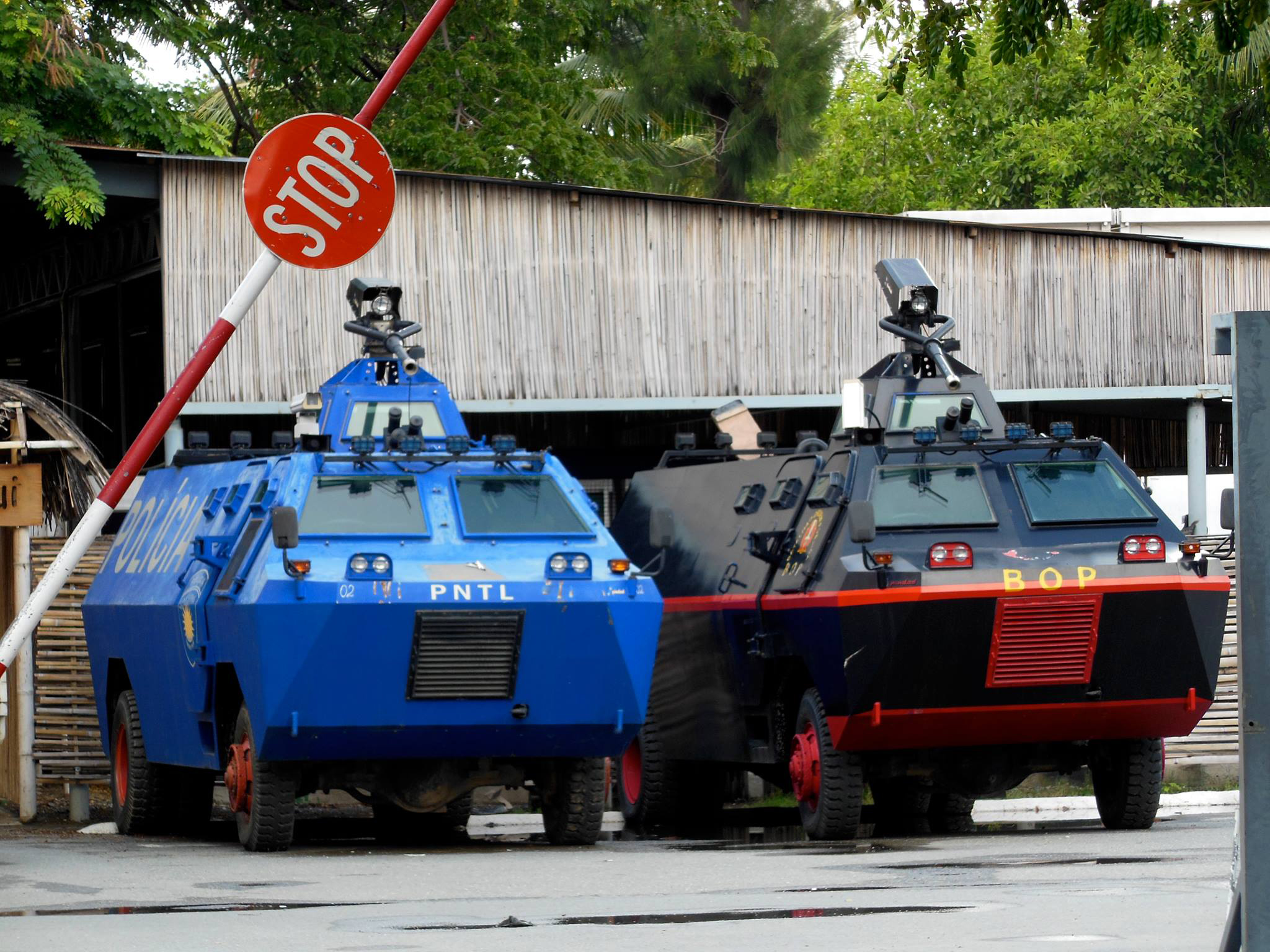
Gepanzerte Fahrzeuge der PNTL und BOP
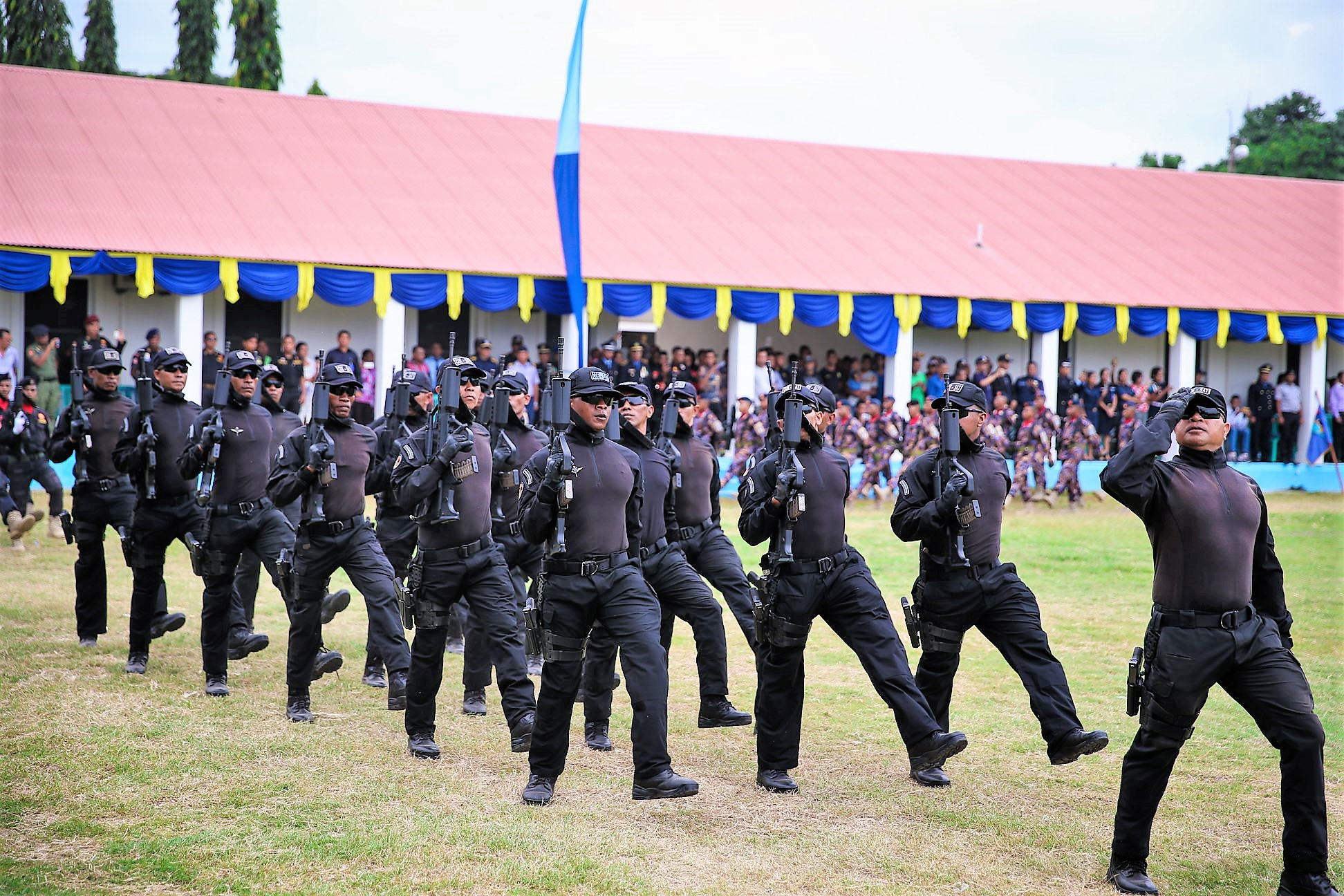
Anti-Terror-Einheit COE-SAT
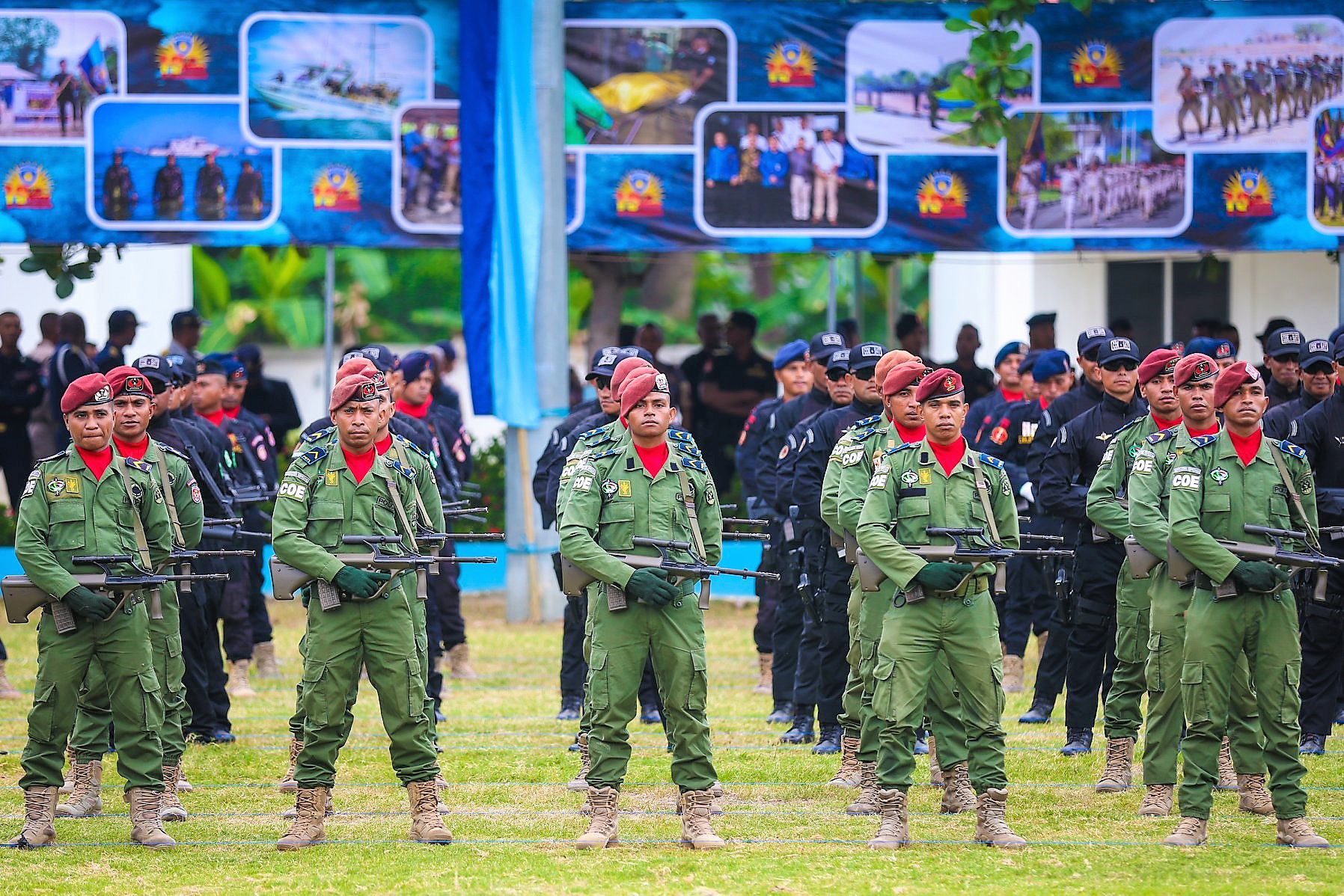
Companhia de Operações Especiais COE
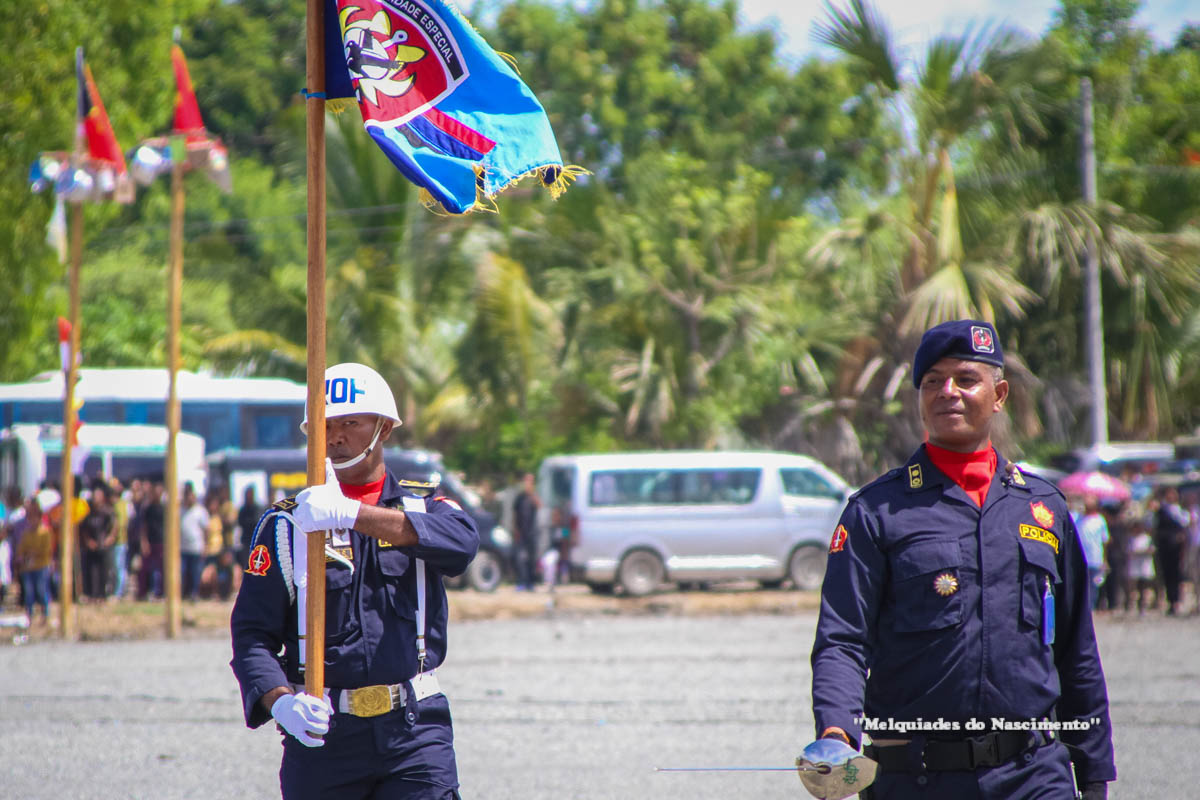